# Ernst E. Boesch
Ernst Eduard Boesch (* 26. Dezember 1916 in St. Gallen; † 12. Juli 2014 in Saarbrücken) war ein deutscher Psychologe. Der Kulturpsychologe gilt als Begründer der Symbolischen Handlungstheorie. Er etablierte das Psychologische Institut der Universität des Saarlandes, wo er von 1951 bis 1982 einen Lehrstuhl für Psychologie innehatte. Zudem war er Mitglied des Beirats des Bundesministeriums für Internationale Zusammenarbeit.

## Leben
Boesch wurde 1916 in der Schweiz geboren. Sein Vater war Modedesigner. Die Familie litt unter den Folgen des ökonomischen Niedergangs und der Weltwirtschaftskrise. Schließlich ließen sich die Eltern in den 1930er Jahren scheiden. Boesch bezeichnete sich selbst als „renitenten“ Schüler. Er wollte Dichter werden und wie sein Vater eine künstlerische Laufbahn einschlagen, wählte dann doch Medizin als Studienfach.
Mehr als von der Medizin wurde sein Interesse vom Studienprogramm des Instituts Jean-Jacques Rousseau der Universität Genf geweckt, das zu der Zeit die Psychologen Édouard Claparède und der Pädagoge Pierre Bovet leiteten. So begann Boesch ein Studium der Psychologie, Pädagogik und Philosophie kurz nach dem Ausbruch des Zweiten Weltkriegs. Nach Claparèdes Tod folgte Jean Piaget auf dessen Stelle, der zuvor Mitarbeiter von Bovet gewesen war. Bei ihm hörte Boesch regelmäßig ebenso wie bei André Rey und Richard Meili.
Nach Abschluss des Studiums bot Piaget ihm eine Assistentur an, die er ablehnte. Stattdessen übernahm er die Stelle eines Schulpsychologen im Kanton St. Gallen von Bärbel Inhelder, die ihrerseits auf die Assistentur bei Piaget wechselte und seine langjährige Mitarbeiterin und Nachfolgerin wurde. Boeschs erste Heirat fiel in diese Zeit. Aus dieser Ehe gingen drei Kinder hervor, darunter der Verhaltensforscher Christophe Boesch.
Als Schulpsychologe publizierte er über Lern- und Verhaltensprobleme von Kindern in der Lokalpresse. Boesch besuchte Fallseminare an der kinderpsychiatrischen Klinik der Universität Zürich und machte eine Lehranalyse (jedoch ohne selbst therapeutisch tätig zu werden) bei dem Theologen und Psychoanalytiker Oskar Pfister. 1946 verfasste er seine Dissertation zu Problemen der Schulpsychologie und arbeitete dann – auf Anregung Maurice Debresse – an einem Buch zum Charakter des Kindes, das 1952 erschien.
1951 erhielt er einen Ruf auf den einzigen Lehrstuhl für Psychologie an der 1948 neu gegründeten Universität des Saarlandes in Saarbrücken und begründete dort das Psychologische Institut. Er nahm diesen Ruf an, weil das Saarland zu dieser Zeit kein Teil Deutschlands war. Boesch las als einziger Lehrstuhlinhaber das gesamte Repertoire der psychologischen Teilfächer, unterstützt von zwei Assistenten. 1969 erhielt das Institut weitere Lehrstühle.
Von 1955 bis 1958 wurde Boesch – vermittelt durch eine frühere Kollegin – zum Direktor des International Institute for Child Study der UNESCO in Bangkok ernannt. Hier unterrichtete er Thais, adaptierte Testverfahren für den thailändischen Kontext, führte Experimente in den Grundschulen Bangkoks durch und verfasste Berichte für die UNESCO. Boesch war in zweiter Ehe mit einer Thailänderin verheiratet.
Nach seiner Rückkehr an die Universität des Saarlandes gründete diese – auf Boeschs Vorschlag hin – 1962 das Institut für Entwicklungshilfe, das später in Sozialpsychologische Forschungsstelle für Entwicklungsplanung (SFE) umbenannt wurde. Boesch selbst wurde zum Direktor des Instituts ernannt, dessen Leitung er bis über seine Emeritierung hinaus bis 1987 wahrnahm. Im Zusammenhang mit dieser Funktion war Boesch Mitglied des wissenschaftlichen Beirats des Bundesministeriums für Internationale Zusammenarbeit.
Während seiner Zeit an der Universität des Saarlandes erhielt Boesch ein Lehrstuhlangebot aus Brüssel sowie Rufe der Universitäten Mannheim, Bochum, Genf und Basel. Boesch blieb jedoch bis 1982 Lehrstuhlinhaber für Psychologie in Saarbrücken.
Er lebte in Saarbrücken und starb dort am 12. Juli 2014 im Alter von 97 Jahren.
Im Gedenken an Ernst Boesch vergibt die Gesellschaft für Kulturpsychologie seit 2015 den Ernst E. Boesch Preis für Kulturpsychologie.

## Forschung
Boeschs Forschung ist durch einen systematischen Pluralismus und ein holistisches Menschenbild geprägt. Letzteres wird durch die Vielfalt der Untersuchungsobjekte deutlich: Konzepte wie Schönheit und Ästhetik, Handlungsplanung, Handlungsraum, das Unbewusste, Abwehrmechanismen, die Rolle von handlungsleitenden Vorstellungen, Identität, das Selbst, Gefühle und Fantasmen gehören zur breiten Palette dessen, was Boesch zu psychologischen Forschungsgegenständen zählt. Sein systematischer Pluralismus lässt sich am Rückgriff auf verschiedene psychologische Forschungsparadigmen, wie Behaviorismus, Kognitivismus, die freudsche Psychoanalyse und die Gestaltpsychologie sowie genereller Forschungsprogramme wie Konstruktivismus und Strukturalismus erkennen.
Methodologisch und methodisch stellen Piagets Konstruktivismus und seine 'klinische Methode' sowie Reys prozessorientierte, introspektive Methode die wichtigsten Denkwerkzeuge Boeschs dar. Darüber hinaus stellt die Psychoanalyse einen zweiten Schwerpunkt seiner psychologischen Verankerung dar, wobei er diese nicht dogmatisch vertritt.
Im Kern basiert seine Forschung auf einer Version der Handlungstheorie im Sinne David Clarence McClellands, John William Atkinsons und Pierre Janets, die auf einer schlichten Rückkopplung basiert: Selektion und Antizipation des Handlungsziels, Verrichten der Handlung, Überprüfen des Handlungsergebnisses. Diese Theorie hat er mehrfach systematisch erweitert (1) ökologische Erweiterung um die 'kulturellen' Handlungsdimensionen von Raum, Zeit und sozialen Beziehungen in Form von Wahrnehmung und Strukturierung der Umgebung; (2) subjektive Erweiterung durch das Valenz-Konzept, (3) symbolische Erweiterung unter Beachtung von Zeichen(systemen) und Metaphorik sowie (4) die Erweiterung um 'zweckfreie' Handlungen, wie z. B. Kunst und Magie.
Zusammengenommen gilt Boeschs Theorie als Symbolische Handlungstheorie, die die kulturpsychologische Ausrichtung der Saarbrücker Psychologie viele Jahre prägte.
Boesch steht für eine konsequente Abwendung von der kulturvergleichenden hin zur Kulturpsychologie. Diese resultiert aus seinen Erfahrungen in Thailand (1955–58), die ihm zum einen zeigten, dass es keine universalistische Theorie menschlicher Psyche geben kann, ebenso wie ihm das Erlernen der thailändischen Sprache einen anderen menschlichen Handlungs- und Denkraum eröffnete. Die Potenziale der Handlungstheorie für die Kulturpsychologie entdeckte er per Zufall, als er beinahe Opfer eines Unfalls mit einem Rikscha-Fahrer und einem entgegenkommenden Auto wurde.

## Ehrungen
- 1987: Preis der Dr. Margrit Egnér-Stiftung
- 1992: Saarländischer Verdienstorden[8]
- 1992: Ehrendoktor der Universität Bern
- Ehrendoktor der Universität Srinakharinwirot (Bangkok)
- Orden der Krone von Thailand
- Mehrere Ehrenmitgliedschaften in wissenschaftlichen Vereinigungen.

## Schüler
- Paul B. Baltes
- Margret Maria Baltes
- Lutz Eckensberger
- Bernd Krewer

## Veröffentlichungen (in Auswahl)
- Zwischen zwei Wirklichkeiten: Prolegomena zu einer ökologischen Psychologie. Hans Huber, Bern 1971, ISBN 3-456-30040-9.
- Psychopathologie des Alltags. Zur Ökopsychologie des Handelns und seiner Störungen. Hans Huber, Bern 1976, ISBN 3-456-80219-6.
- Kultur und Handlung. Einführung in die Kulturpsychologie. Hans Huber, Bern 1980, ISBN 3-456-80856-9.
- Das Magische und das Schöne. Zur Symbolik von Objekten und Handlungen. Frommann-Holzboog, Stuttgart 1983, ISBN 3-7728-0839-5.
- Handlungstheorie und Kulturpsychologie. In: Psychologische Beiträge. Band 30, Nr. 3, S. 233–247.
- La réalité comme métaphore. In: Journal de la psychanalyse de l’enfant. Band 15, S. 155–180 (deutsch: Die Realität als Metapher. In: Psychologie & Gesellschaftskritik. 119/120, S. 9–37).
- Symbolic action theory and cultural psychology. Springer, Berlin / New York 1991, ISBN 3-540-53992-1.

## Veröffentlichungen über Ernst E. Boesch
- Culture & Psychology. Band 3, September 1997.
- Culture & Psychology. Band 7, Dezember 2001.
- W. J. Lonner, S. A. Haynes (Hrsg.): Discovering cultural psychology: A profile and selected readings of Ernest E. Boesch. Information Age Pub., 2007, ISBN 1-59311-746-9.
- J. Straub, P. Chakkarath, S. Salzmann (Hrsg.): Psychologie der Polyvalenz. Ernst Boeschs Kulturpsychologie in der Diskussion. Westdeutscher Universitätsverlag, Bochum.